# Takakia ceratophylla
Takakia ceratophylla là một loài rêu thuộc họ Takakiaceae. Loài này có ở Trung Quốc, Ấn Độ, Nepal, và Hoa Kỳ. Môi trường sống tự nhiên của chúng là vùng nhiều đá và sa mạc lạnh. Chúng hiện đang bị đe dọa vì mất môi trường sống.